# Eriauchenius vadoni
Eriauchenius vadoni là một loài nhện trong họ Archaeidae. Loài này phân bố ở Madagascar.